# Dermatemys mawii
Dermatemys mawii là một loài rùa trong họ Dermatemydidae. Loài này được Gray mô tả khoa học đầu tiên năm 1847.

## Hình ảnh

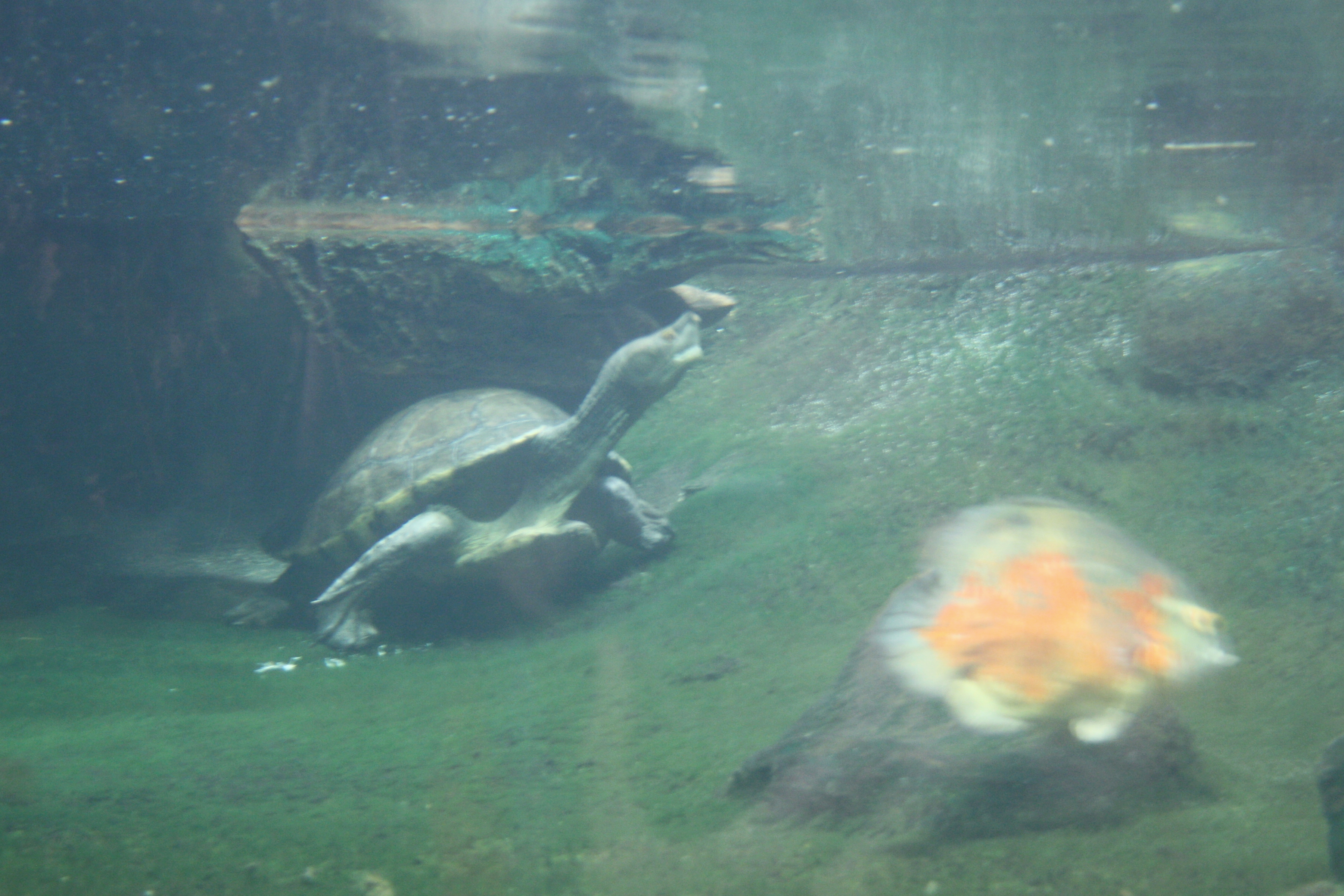
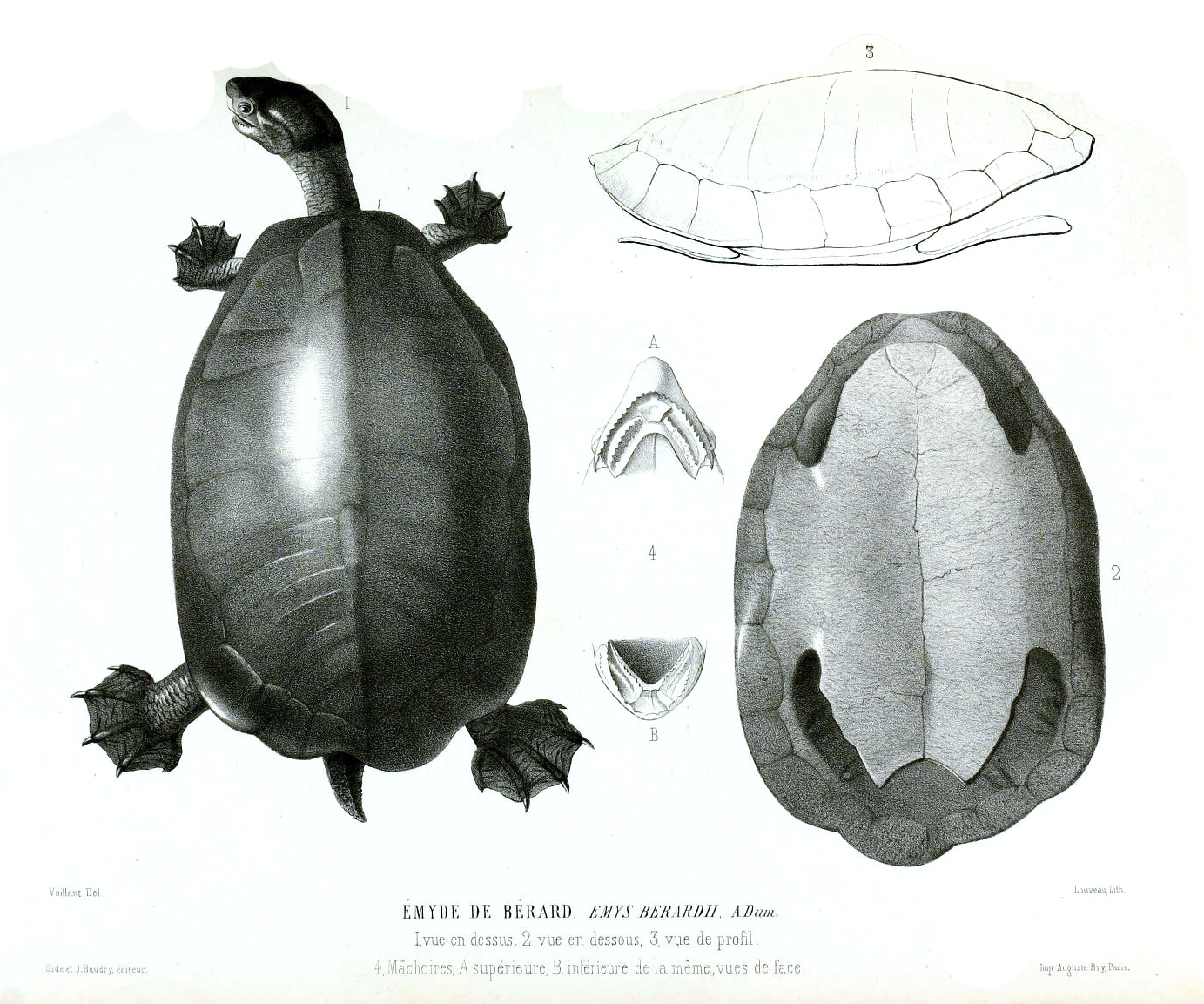
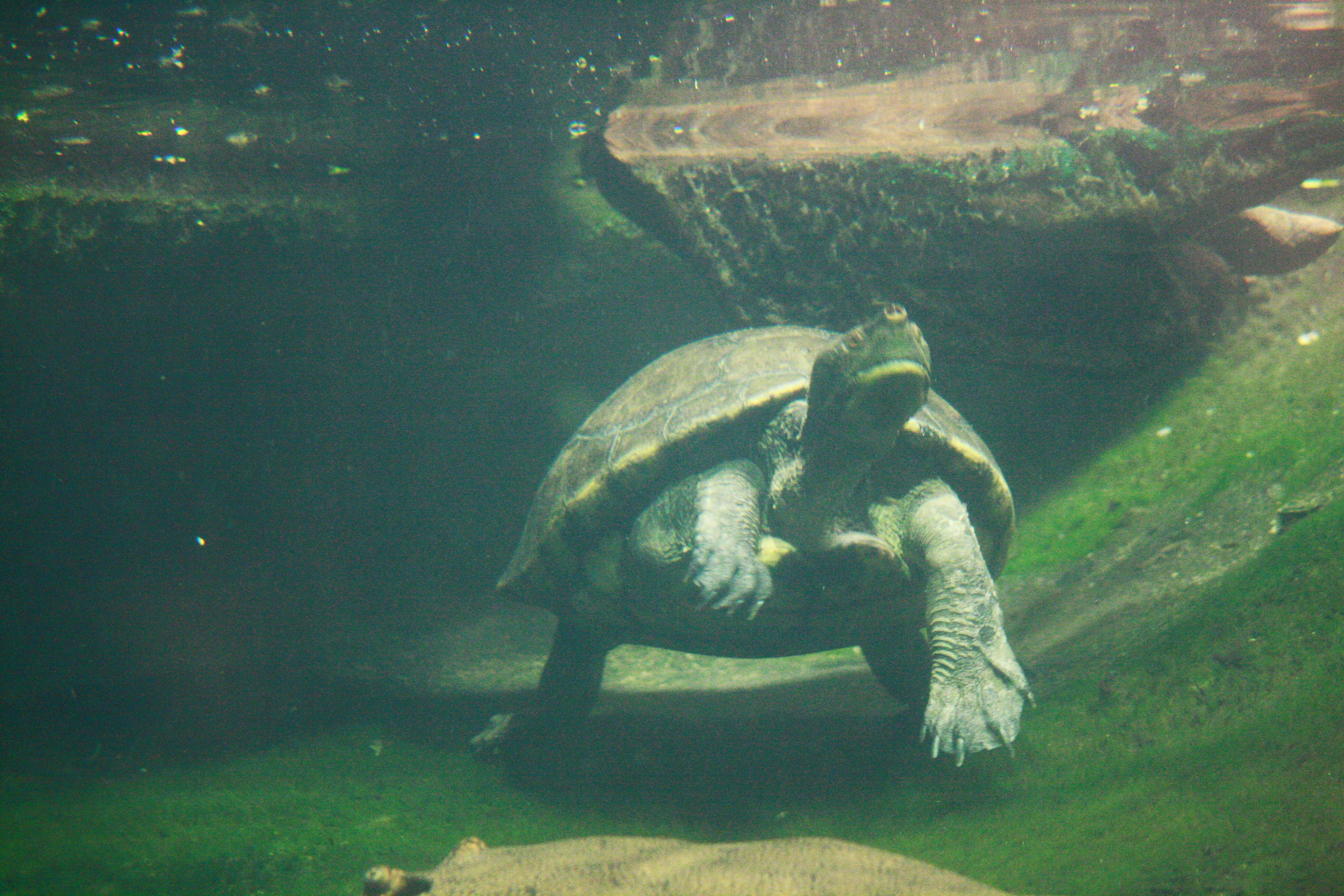
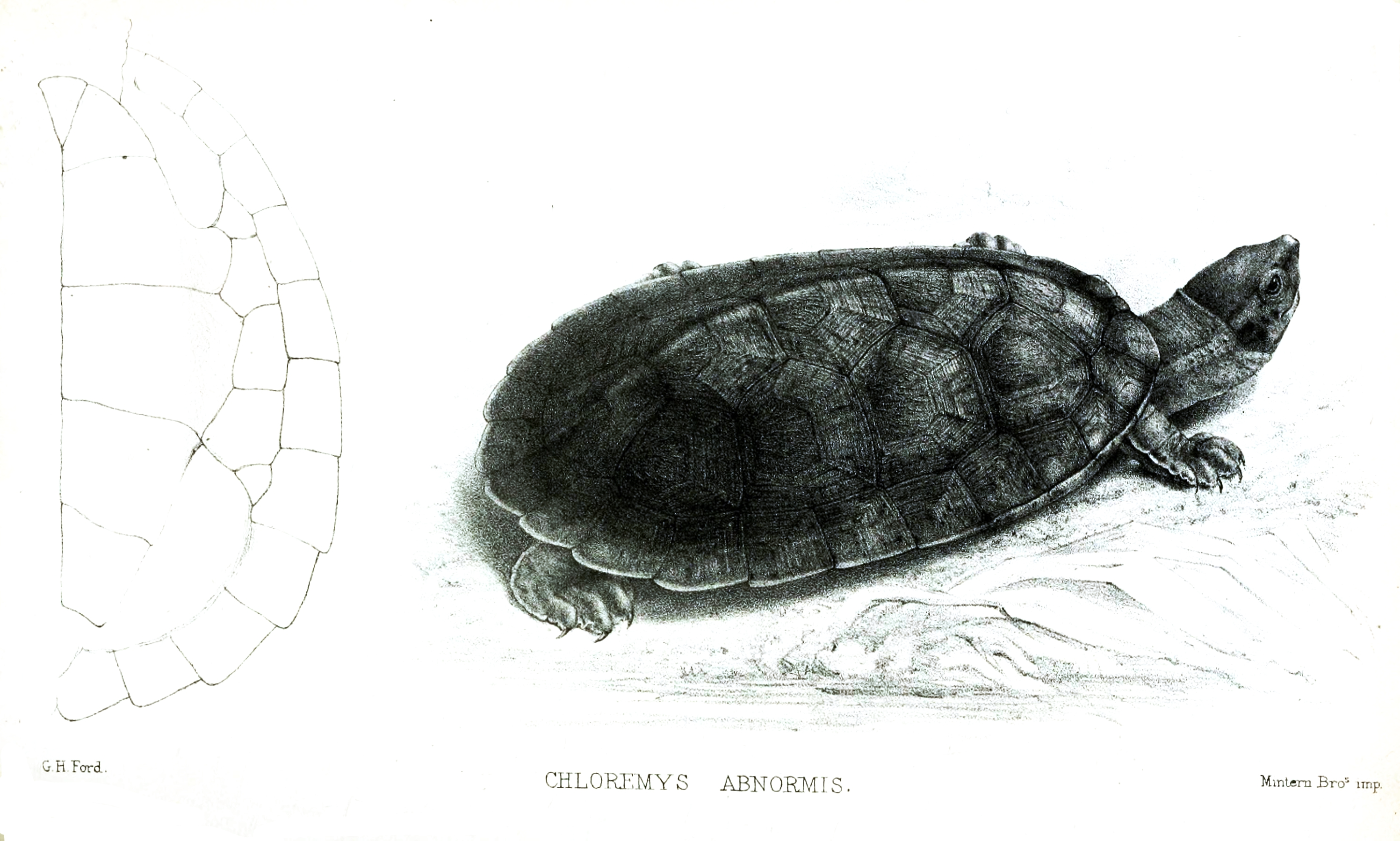
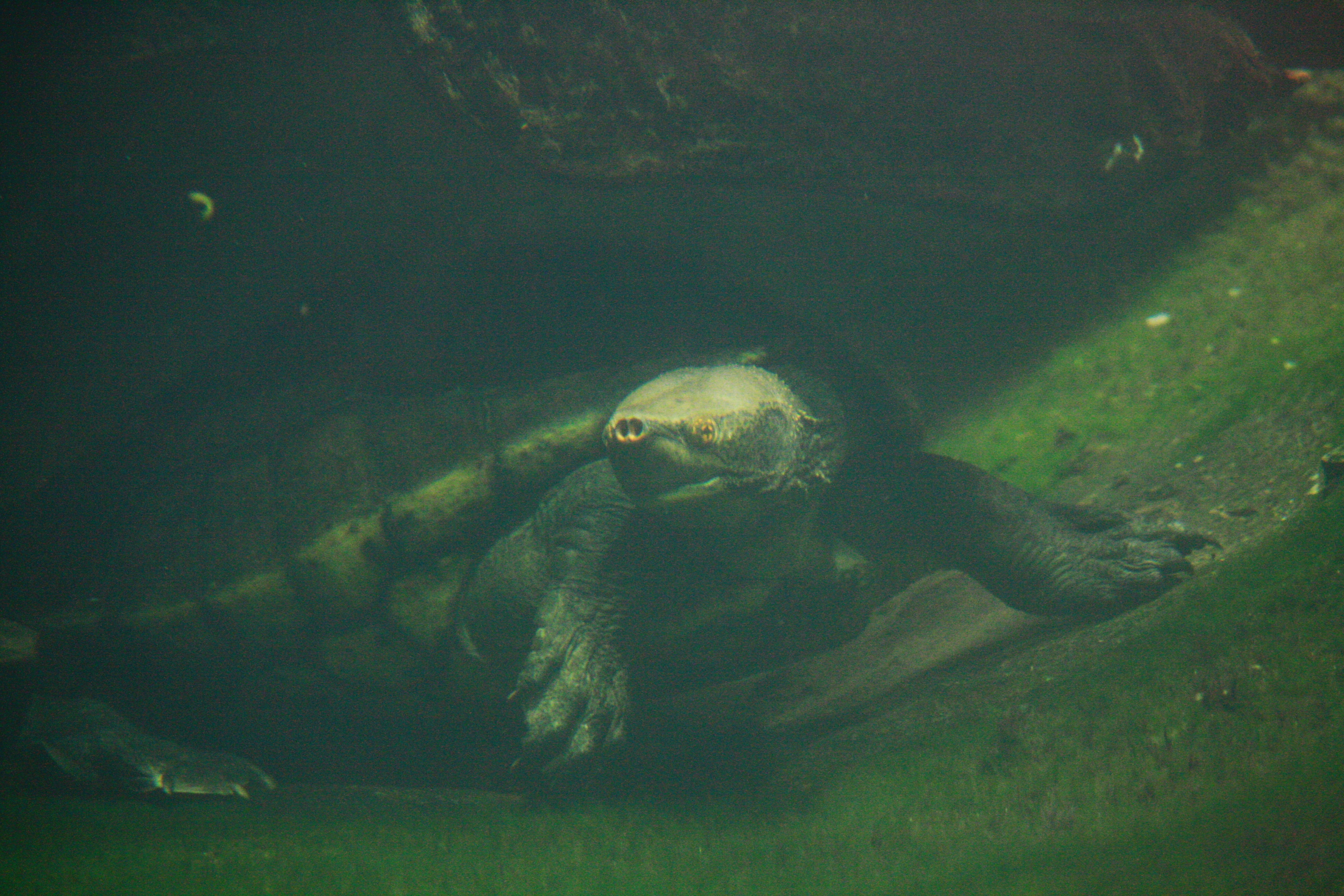